# Recas
Recas è un comune spagnolo di 4 311 abitanti situato nella comunità autonoma di Castiglia-La Mancia.